# 볼프강 보르헤르트
볼프강 보르헤르트(Wolfgang Borchert, 1921년 5월 20일 ~ 1947년 11월 20일)는 독일의 극작가다.
2차대전 중에 종군하여 부상을 입고 감옥살이를 하는 등 많은 고초를 겪은 후에 귀환했으나 잃어버린 세대의 고발인 복원병극(復員兵劇) 《문 밖에서》라는 작품이 초연되기 전날에 죽었다. 이 작품은 전후에 폐허 속에서 비상한 반향을 불러 일으킨 유일한 극이었다.

## 한국어 번역
- 박규호 옮김, 《사랑스러운 푸른 잿빛 밤: 볼프강 보르헤르트 전집》, 문학과지성사, 2020년 3월 30일
  - 작가의 모든 작품, 즉 시, 소설, 희곡, 에세이, 서평, 그 밖의 산문 등 모두를 우리말로 옮긴 것이다.